# Kanton Fayl-Billot
Fayl-Billot is een voormalig kanton van het Franse departement Haute-Marne. Het kanton maakte deel uit van het arrondissement Langres. Het werd opgeheven bij decreet van 17 februari 2014, met uitwerking op 22 maart 2015. Alle gemeenten werden opgenomen in het nieuwe kanton Chalindrey.

## Gemeenten
Het kanton Fayl-Billot omvatte de volgende gemeenten:
- Belmont
- Champsevraine
- Chaudenay
- Farincourt
- Fayl-Billot (hoofdplaats)
- Genevrières
- Gilley
- Grenant
- Les Loges
- Poinson-lès-Fayl
- Pressigny
- Rougeux
- Saulles
- Savigny
- Torcenay
- Tornay
- Valleroy
- Voncourt